# 팔코 (음악가)
팔코(Falco, 1957년 2월 19일 ~ 1998년 2월 6일)는 오스트리아의 가수이다. 팔코는 "Rock Me Amadeus", "Der Kommissar", "Vienna Calling", "Jeanny", "The Sound of Musik", "Coming Home (Jeanny Part II, One Year Later)", "Out of the Dark"를 포함한 여러 국제적인 히트작을 만들었다. "Rock Me Amadeus"는 1986년 빌보드 차트에서 1위에 도달하여 주 언어가 독일어이면서 미국에서 보컬 넘버 원을 차지한 유일한 아티스트라는 기록을 남겼다.

## 디스코그래피
스튜디오 음반
- Einzelhaft (1982)
- Junge Roemer (1984)
- Falco 3 (1985)
- Emotional (1986)
- Wiener Blut (1988)
- Data de Groove (1990)
- Nachtflug (1992)
- Out of the Dark (Into the Light) (1998)
- Verdammt wir leben noch (1999)
- The Spirit Never Dies (2009)